# Allan Ngitsi Chirwa
Allan Ngitsi Chirwa (* 28. August 1995) ist ein malawischer Leichtathlet, der sich auf den 800-Meter-Lauf spezialisiert hat.

## Sportliche Laufbahn
Erste internationale Erfahrungen sammelte Allan Ngitsi Chirwa im Jahr 2023, als er dank einer Wildcard über 800 Meter an den Weltmeisterschaften in Budapest teilnahm und dort mit 1:51,62 min in der ersten Runde ausschied.

## Persönliche Bestzeiten
- 800 Meter: 1:51,62 min, 22. August 2023 in Budapest